# NGC 3202
NGC 3202 (również PGC 30236 lub UGC 5581) – galaktyka spiralna z poprzeczką (SBa), znajdująca się w gwiazdozbiorze Wielkiej Niedźwiedzicy. Odkrył ją William Herschel 3 lutego 1788 roku. Jest to galaktyka z aktywnym jądrem typu LINER.